# 双林寺 (栗原市)
双林寺（そうりんじ）は、宮城県栗原市築館にある曹洞宗の寺院。山号は医王山。本尊は薬師如来。

## 歴史
この寺は、760年（天平宝字4年）医王山興福寺という法相宗寺院として創建されたという。その後衰退し、1591年（天正19年）に再興されたという。境内に薬師如来を祀る瑠璃光殿（江戸時代の建築）があり「杉薬師」とも称される。

## 文化財

### 重要文化財
- 木造薬師如来坐像[1]
- 木造二天立像[2]

### 県指定有形文化財
- 木造地蔵菩薩立像[3]
- 銅造阿弥陀如来立像[4]

### 県指定天然記念物
- 姥杉[5]

### 市指定文化財
- 瑠璃光殿[6]

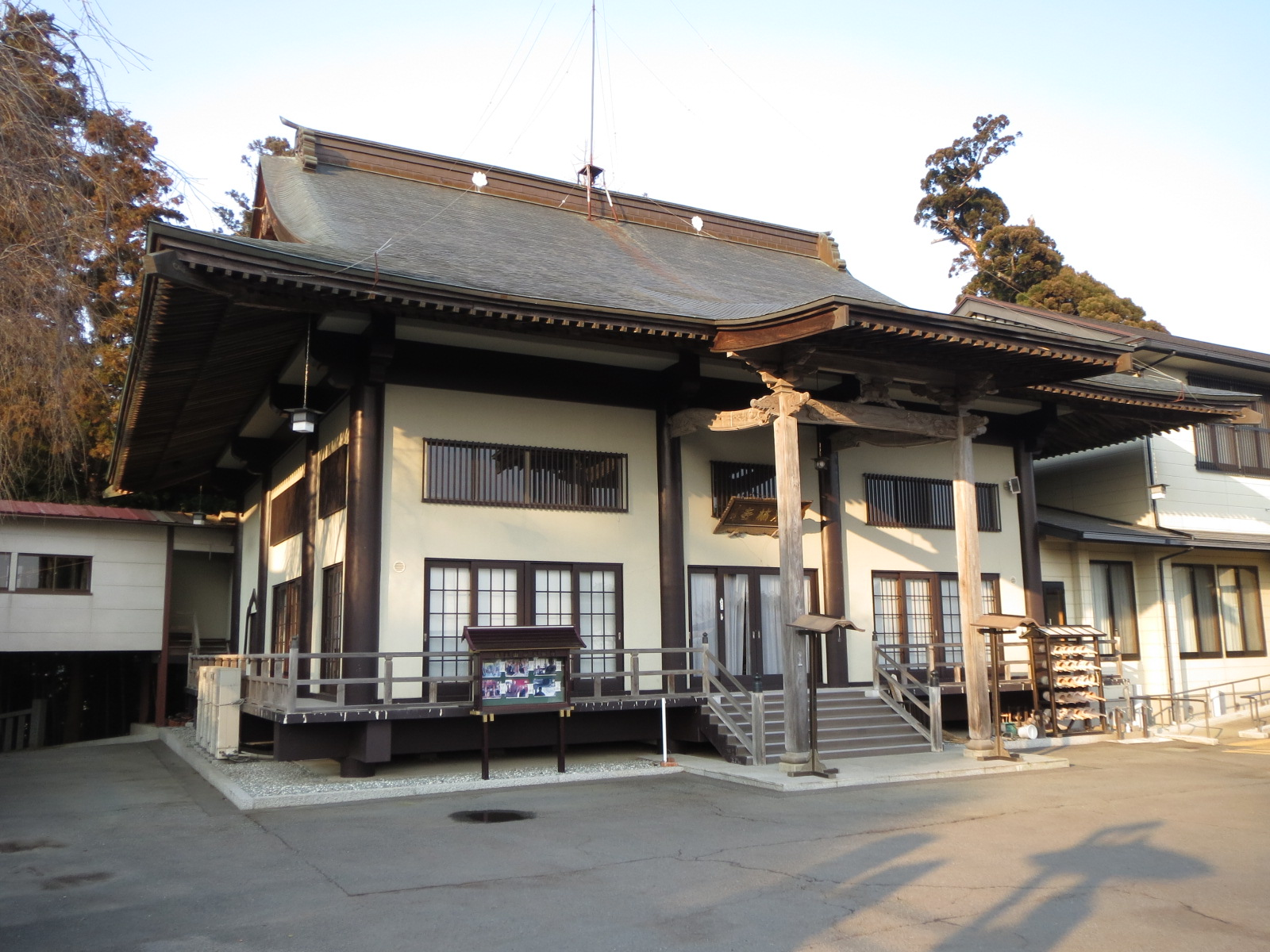
本堂
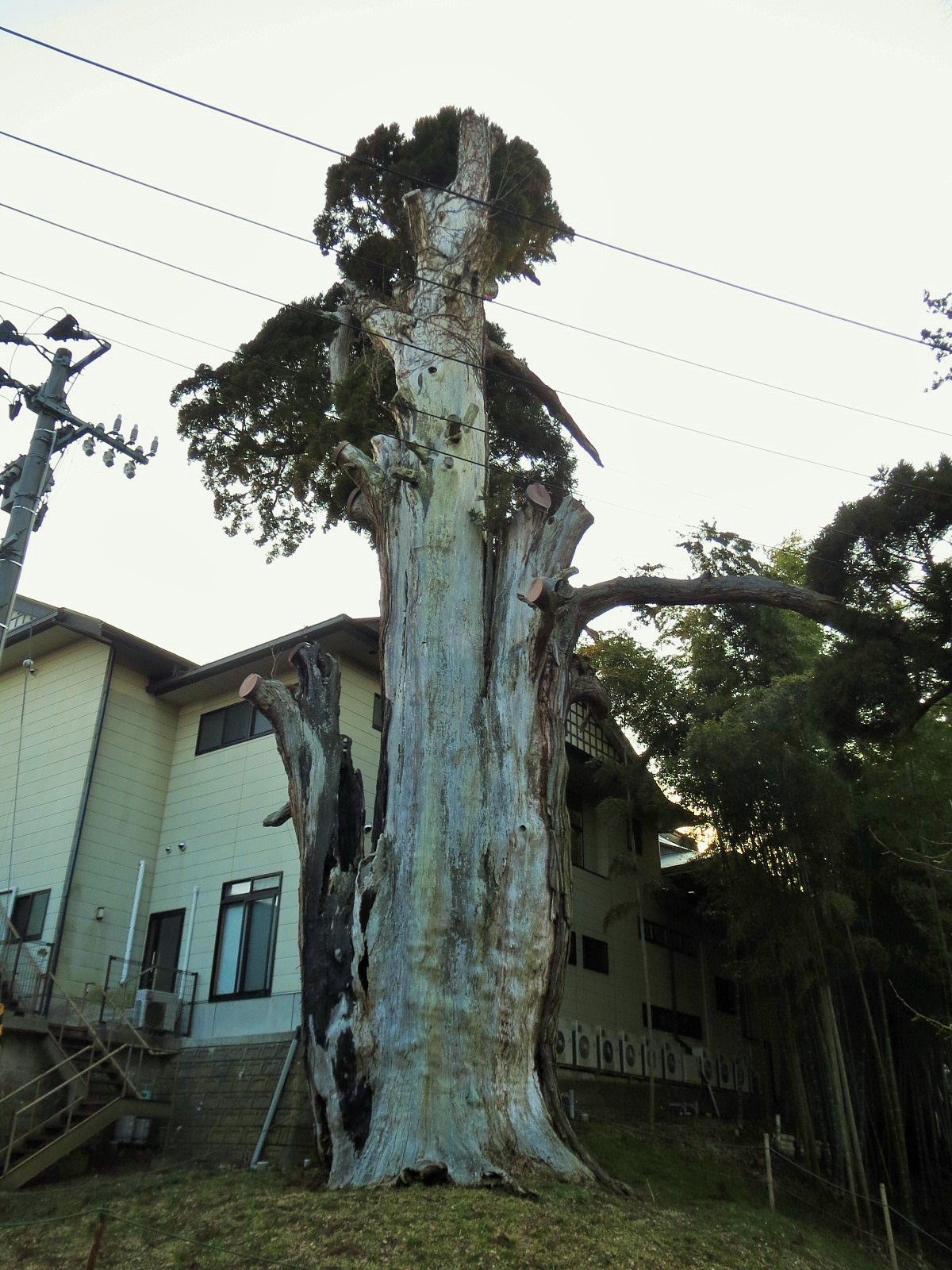
姥杉